# Jontay Porter
Pour les articles homonymes, voir Porter.
Jontay Porter, né le 15 novembre 1999 à Columbia dans le Missouri, est un joueur américain de basket-ball évoluant aux postes d'ailier fort et de pivot.
Il est le frère de Michael Porter Jr..

## Biographie
Il joue sa première saison universitaire en 2017-2018 avec les Tigers du Missouri, mais, malgré des statistiques correctes, il décide de ne pas se présenter à la draft et choisit d'effectuer une saison supplémentaire en NCAA. En octobre 2018, il se déchire les ligaments croisés du genou, puis en mars 2019, lors de sa rééducation, il connaît la même blessure.
Le 9 mars 2020, il signe un contrat avec les Grizzlies de Memphis mais la franchise annonce que le joueur ne jouera en compétition officielle qu'à partir de la saison 2020-2021,. Il est licencié par les Grizzlies le 31 juillet 2021.
En décembre 2023, il signe un contrat two-way en faveur des Raptors de Toronto.
Après avoir mené une enquête sur le joueur, la NBA annonce le 17 avril 2024 qu'il est banni à vie de la ligue pour avoir enfreint les règles de la ligue sur les paris sportifs. 